# Paul Kandel
Paul Kandel (Queens, 15 febbraio 1951) è un doppiatore e attore statunitense.
Nel 1993 è nominato al Tony Award al miglior attore non protagonista in un musical per Tommy.

## Filmografia parziale

### Doppiatore
- Il gobbo di Notre Dame (1996)
- Aladdin e il re dei ladri (1996) - voce cantante
- Il gobbo di Notre Dame II (2000)

## Doppiatori italiani
- Carlo Ragone in Il gobbo di Notre Dame e Il gobbo di Notre Dame II